# Verbo pronominal
En español y otras lenguas romances, un verbo pronominal es aquel verbo que se conjuga con un pronombre personal átono de la serie reflexiva en todas sus formas (me, te, nos, os, se), pronombre que concuerda en género, persona y número con el sujeto, y que carece de función sintáctica. Si el verbo en cuestión requiere obligatoriamente el uso de dicho pronombre, se trata de un verbo estrictamente pronominal (por ejemplo, arrepentirse, atreverse), sin embargo hay pocos verbos de ese tipo, y la mayoría pueden usarse con ese pronombre o sin él, como en el caso de ir/irse, y entonces hay casi siempre un cambio de significado más o menos marcado según cada verbo. Desde el punto de vista de la morfosintaxis, los verbos pronominales funcionan igual que los verbos reflexivos, y es únicamente el significado lo que los diferencia. Los verbos reflexivos se pueden considerar como un tipo particular de verbos pronominales.
Un tipo especial de construcción pronominal es la llamada voz media: El libro se ha perdido, El puente se ha hundido. Esta construcción no debe confundirse con la de sentido reflexivo, ni con la construcción pasiva con se o pasiva refleja (se vendieron las tierras = las tierras fueron vendidas), ni con la impersonal con se (se vive bien aquí). Con la voz media se afirma que al sujeto "le ocurre" la acción del verbo, no que se la hace él, y no se indica quién la ejecuta.

## Tipos de verbos pronominales
Los verbos pronominales pueden ser: reflexivos, cuasirreflexivos, recíprocos, pasivos, impersonales. 
En un verbo reflexivo el sujeto realiza la acción sobre sí mismo.
1. “Recíproco” (como pronombre recíproco): el agente recíproco denota que el agente que realiza la acción es quien mismo se implica en la acción mutuamente (reciproco), en numerosos casos el uso del verbo es Transitivo. (Ej: |   María y Pedro se besan.  |   María besa a Pedro   |   )
2. “Autocausativo”: el agente reflexivo denota usualmente ánimo en referencia y combinado en lo representado por el sujeto de la acción como actor activo que sobrelleva la carga paciente. (Ej: Pedro se ofende.)
3. “Anticausativo”: el agente reflexivo denota usualmente sin ánimo, dónde el sujeto del verbo sobrelleva una acción o cambio de estado de quien como agente resulta incierto o sin claridad incluso en inexistencia. (Ej: La puerta (se logró) abrir  /  La puerta se abrió. [> sin ayuda ninguna]).
4. “Impersonal (o medio pasivo)”: el agente reflexivo denota quien toma la acción intransitiva del verbo con omisión del agente. Y en algunas lenguas solo construido si este (causante) tiene un agente humano; pudiendo ser: genérico (como (acción)  colectiva o individual)  incluso como perdida [acción perdida]. (Ej.: lenguas eslavas) . El sujeto gramatical también es omitido por ello es de uso para verbos (defectivos) que solo tengan la 3ª persona (masculina o neutra) en función de la forma. En muchos casos hay una semántica relación en acuerdo entre: impersonal / anticausativo / en vez de / autocausativo / construyendo la "voz pasiva"  (presente en lenguas romances o en algunas lenguas eslavas), así hay semánticas diferencias acerca del mismo uso entre las lenguas de uso. (Ej.: (A) Se dice que... Aquí se trabaja bien. [de hacer]  (B) [La Gente] trabaja bien aquí. |  Se construyó eso…. |)
5. “Inherente”: verbo inacusativo con ningún significado reflexivo en él mismo ( Ej.:  Pedro se  arrepiente.)